# جذر (لسانيات)

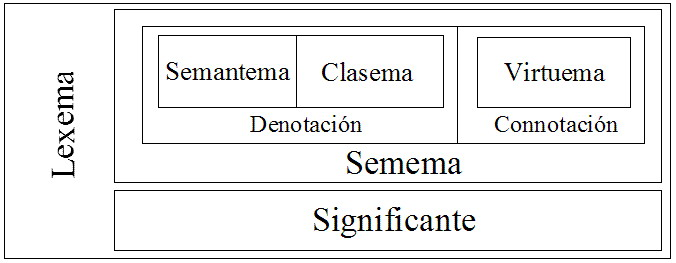

الجذر هو الوحدة المعجمة الأولية لكل كلمة، التي تحمل المعنى الأهم من تلك الكلمة والدلالة، والتي لا يجوز أن تتجزأ.
في اللغة العربية معظم الكلمات لها أصل ثلاثي وبعضها لها أصل رباعي وقليل منها لها أصل خماسي.